# Carro fúnebre

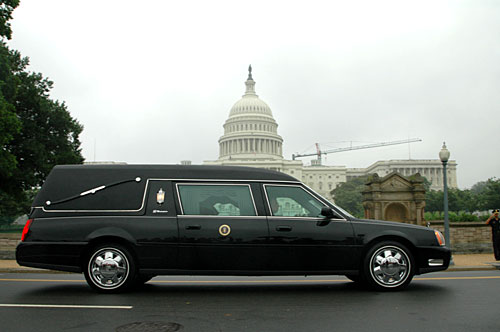
O carro fúnebre usado para transportar o corpo do ex-presidente dos Estados Unidos Ronald Reagan durante seu funeral

Carro fúnebre ou rabecão é o veículo usado para o transporte de mortos. Em alguns países que, por motivos religiosos e culturais, a cerimônia de sepultamento dos mortos é prática considerada importante, o carro fúnebre chega a ser até um veículo de luxo, exuberante e que acaba fazendo parte da cerimônia, principalmente quando o corpo é velado em um lugar e enterrado em lugar diferente.
Uma carreata segue o veículo fúnebre. O carro fúnebre também é peça importante de um cerimonial de enterro no caso da morte de alguma personalidade. A figura do carro fúnebre tornou-se marcante em filmes que retrataram a máfia italiana, na qual, o cerimonial de enterro de mortos acabou ganhando destaque. Há também o carro do serviço funerário, popularmente chamado de rabecão em algumas regiões do Brasil. Caminhonetes, refrigeradas ou não, recolhem os corpos em caso de homicídios em vias públicas.
O carro fúnebre representa um negócio importante em alguns países, existindo montadoras especializadas em adaptar veículos para as funções do carro fúnebre ou mesmo locadoras deste tipo de veículo.